# US Gavorrano
US Gavorrano (Unione Sportiva Gavorrano) is een Italiaanse voetbalclub uit Gavorrano die in de Lega Pro Seconda Divisione speelt. De club werd opgericht in 1930. De officiële clubkleuren zijn blauw en rood.